# Saint-Denis-les-Ponts
Saint-Denis-les-Ponts település Franciaországban, Eure-et-Loir megyében. Lakosainak száma 1679 fő (2018. január 1.). Saint-Denis-les-Ponts Lanneray, La Chapelle-du-Noyer és Douy községekkel határos.

## Népesség
A település népessége az elmúlt években az alábbi módon változott:
| Lakosok száma | 1714 | 1703 | 1738 | 1688 | 1679 |
|               | 2013 | 2015 | 2016 | 2017 | 2018 |